# مرکز خرید امارات

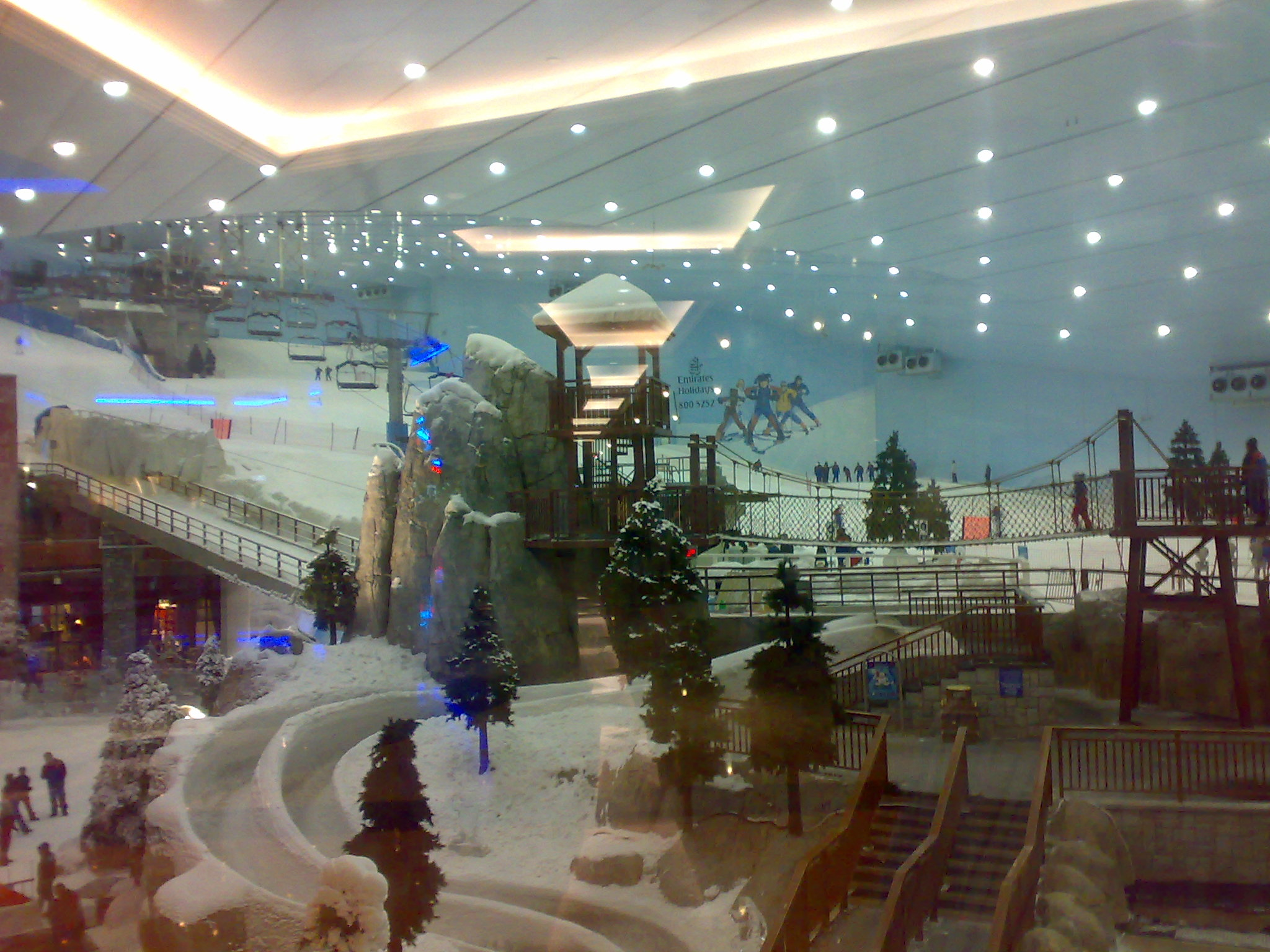
اسکی دبی در امارات مال
عیوضی

مرکز خرید امارات (به انگلیسی: Mall of the Emirates، به معنی: مرکز خرید امیرنشین‌ها) که با نام امارات مال مشهور است، مرکز خریدی بزرگ در شهر دوبی، امارات متحده عربی است. امارات مال بعد از دبی مال و سیتی استارز (مرکز خریدی در کشور مصر) بزرگ‌ترین مرکز خرید خاورمیانه می‌باشد. این مرکز در نوامبر سال ۲۰۰۵ افتتاح شد.
در این مرکز یک پیست اسکی با نام «اسکی دبی» ساخته شده است.
در سال ۲۰۰۹ تعداد ۳۰ میلیون نفر از امارات مال بازدید کردند.

## نگارخانه

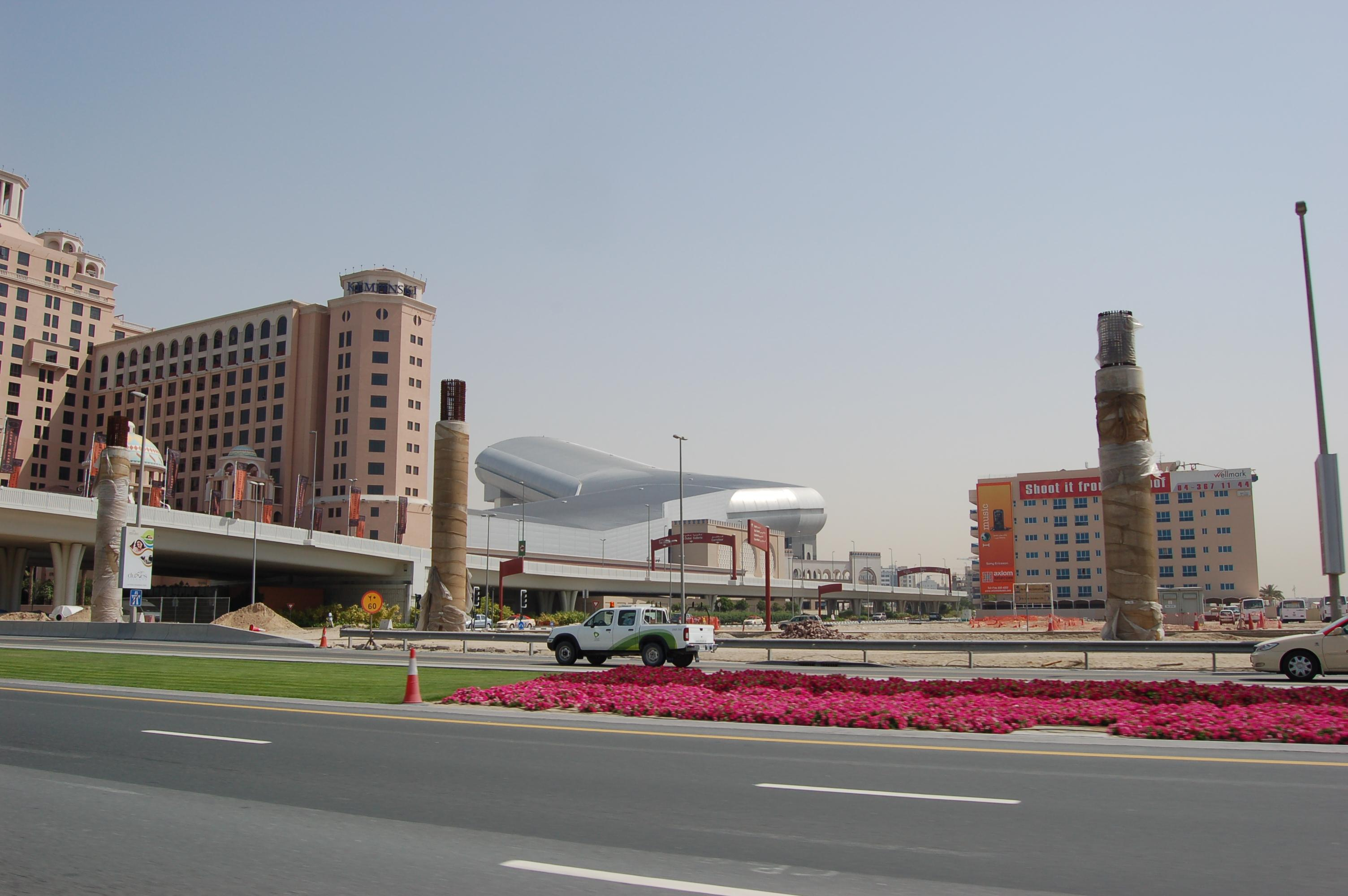
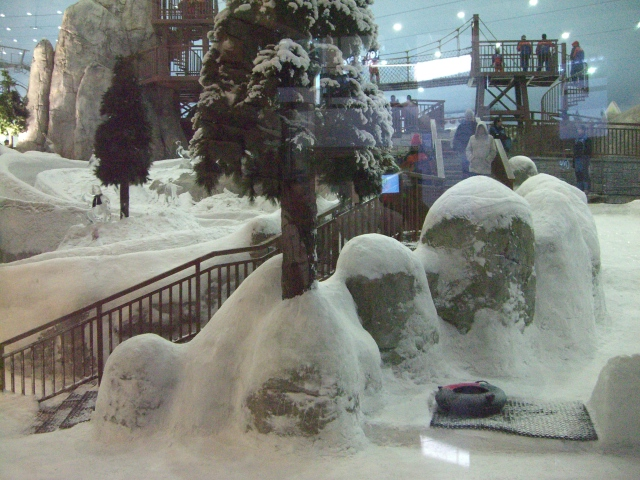